# Stanley Donen
Stanley Donen (13. dubna 1924 – 21. února 2019) byl americký filmový režisér.
Narodil se do židovské rodiny v Columbii v Jižní Karolíně. Od mládí se věnoval tanci, po dokončení střední školy – v šestnácti letech – krátce studoval na Univerzitě Jižní Karolíny, ale studium přerušil a v roce 1940 se usadil v New Yorku. Věnoval se tanci, vystupoval v muzikálu Pal Joey od Rodgerse a Harta v režii George Abbotta, a v roce 1942 se odstěhoval do Hollywoodu, kde spolu s Genem Kellym pracoval na choreografiích pro filmy Cover Girl (1944), Anchors Aweigh (1945), Living in a Big Way (1947) a další. V roce 1949 spolu s Kellym režíroval film Ve městě, později spolu natočili ještě filmy Zpívání v dešti (1952) a It's Always Fair Weather (1955). Sám natočil desítky dalších filmů, mj. Indiskrétní příběh (1958), Šaráda (1963), Dva na cestě (1967) a Šťastná dáma (1975). Svůj poslední film – Milostné dopisy – uvedl v roce 1999, patnáct let tom předchozím, Za to může Rio (1984).
Ve 40. letech chodil s herečkou Judy Hollidayovou. Jeho první manželkou byla v letech 1948–1951 tanečnice Jeanne Coyne, později vdaná za Genea Kellyho. V letech 1952–1959 byla jeho manželkou herečka Marion Marshall, 1960–1971 Adelle O'Connor Beatty, 1972–1985 herečka Yvette Mimieux a 1990–1994 Pamela Braden. Od roku 1999 až do své smrti žil s herečkou Elaine May. Zemřel na srdeční selhání v New Yorku ve věku 94 let.
Roku 1989 získal čestný doktorát na Univerzitě Jižní Karolíny a v roce 1998 čestného Oscara. Čtyři jeho filmy jsou uchovávány v Národním filmovém registru v Knihovně Kongresu.